# 1706
1706 (MDCCVI) je bilo navadno leto, ki se je po gregorijanskem koledarju začelo na petek, po 11 dni počasnejšem julijanskem koledarju pa na torek.

## Dogodki
- 1. januar

## Rojstva
- 17. januar - Benjamin Franklin, ameriški fizik, pisatelj, državnik († 1790)
- 17. december - Émilie du Châtelet, markiza, francoska matematičarka († 1749)

## Smrti
- 28. december - Pierre Bayle, francoski filozof (* 1647)